# بيجانيتسي (بسكوف)
بيجانيتسي (بالروسية: Бежаницы) هي مدينة في الكيان الفدرالي الروسي بسكوف أوبلاست في روسيا. يبلغ عدد سكانها حوالي 4709 نسمة.